# Марко Греговић
Марко Греговић (Петровац, 28. мај 1867 — Београд, 31. мај 1941.) био је српски сликар из Црне Горе.  

## Биографија
Марко Греговић је завршио Ликовну академију у Бечу, која је „у то време била један од највећих бастиона традиционалног сликарства – класицизма и реализма“, а кроз коју је бечки академизам дошао у црногорско сликарство, обележен техничком вештином без инвентивности и скроман колористички склад.
По завршетку студија Греговић се вратио у Црну Гору, где је радио на пејзажима, портретима и иконостасима.
Изложба Марка Греговића у Цетињу 1896. сматра се почетком изложбене делатности у Црној Гори. Тада је у салону „Локанда“, најстаријег црногорског хотела, изложио два своја рада: Црногорац на стражи и Свети Петар и Павле. Слику Црногорац на стражи, рађену "лијепо и умјетнички у Трсту", Цетињани купују на поклон напуљском принцу Виторију Емануелу.
Последње године живота Греговић је провео у Београду. Пребивалиште му је било у хотелу "Империјал", где је живео расипничким, боемским животом, проводећи време у пићу и коцки.

## Дело

### Портрети:
- Лука Магуда;

- Иван Перазић;

- Филип Мартиновић Бајица;
- Ђорђије Петровић-Његош (1896);
- Висарион Љубиша (1898).

### Иконостаси:
- Саборна црква у Мостару;
- Новија црква Светог Стефана, подигнута 1885. године (посвећена Св. Александру Невском 1939. године) на Светом Стефану;
- Црква Успења Богородице у Боретију;
- Црква Свете Тројице у Будви.